# Emmanuel Latte Lath
Emmanuel Latte Lath (Abidjan, 1999. január 1. –) elefántcsontparti válogatott labdarúgó, az amerikai Atlanta United csatára.

## Pályafutása

### Klubcsapatokban
Latte Lath az elefántcsontparti Abidjan városában született. Az ifjúsági pályafutását az olasz Atalanta akadémiájánál kezdte.
2016-ban mutatkozott be az Atalanta első osztályban szereplő felnőtt keretében. 2017 és 2022 között a harmadosztályú Pescara, Pistoiese, Carrerese, Imolese, Pianese és Pro Patria, illetve a másodosztályú SPAL csapatát erősítette kölcsönben. 2022. július 2-án egyéves kölcsönszerződést kötött a svájci első osztályban érdekelt St. Gallen együttesével. Először a 2022. július 17-ei, Servette ellen 1–0-ra elvesztett mérkőzés 65. percében, Jérémy Guillemenot cseréjeként lépett pályára. Első gólját 2022. augusztus 6-án, a Grasshoppers ellen 3–2-es vereséggel zárult találkozón szerezte meg. 2022. november 12-én, a Sion ellen idegenben 7–2-re megnyert bajnokin mesterhármast szerzett a klub színeiben.
2023. augusztus 15-én az angol másodosztályú Middlesbrough szerződtette.
2025. február 4-én négy évre szóló szerződést írt alá az amerikai Atlanta United csapatával, amely átigazolási összege ligarekord lett, valamint a Middlesbrough eladási rekordja is.

### A válogatottban
2024-ben debütált az elefántcsontparti válogatottban. Először a 2024. június 7-ei, Gabon ellen 1–0-ás győzelemmel zárult VB-selejtező 86. percében, Oumar Diakitét váltva lépett pályára.

## Statisztika
2024. augusztus 17. szerint.

| Klub                    | Szezon   | Bajnokság          | Bajnokság | Bajnokság | Kupa  | Kupa  | Nemzetközi | Nemzetközi | Összesen | Összesen |
| Klub                    | Szezon   | Bajnokság          | Mérk.     | Gólok     | Mérk. | Gólok | Mérk.      | Gólok      | Mérk.    | Gólok    |
| ----------------------- | -------- | ------------------ | --------- | --------- | ----- | ----- | ---------- | ---------- | -------- | -------- |
| SPAL (kölcsönben)       | 2021–22  | Serie B            | 18        | 3         | 1     | 0     | —          | —          | 19       | 3        |
| St. Gallen (kölcsönben) | 2022–23  | Swiss Super League | 31        | 14        | 3     | 2     | —          | —          | 34       | 16       |
| Middlesbrough           | 2023–24  | Championship       | 30        | 16        | 6     | 2     | —          | —          | 36       | 18       |
| Middlesbrough           | 2024–25  | Championship       | 2         | 1         | 1     | 0     | —          | —          | 3        | 1        |
| Összesen                | Összesen | Összesen           | 81        | 34        | 11    | 4     | 0          | 0          | 92       | 38       |

### A válogatottban
| Válogatott       | Év       | Pályára lépés | Gól |
| ---------------- | -------- | ------------- | --- |
| Elefántcsontpart | 2024     | 2             | 0   |
| Összesen         | Összesen | 2             | 0   |